# Slag bij Kruipin
De Slag bij Kruipin vond in de nacht van 11 oktober op 12 oktober 1672 plaats tijdens het Rampjaar. De slag werd een paar honderd meter ten noorden van Woerden bij het fort Kruipin uitgevochten tussen de Republiek der Zeven Verenigde Nederlanden en Frankrijk. De inzet van de slag was het bezit van de stad Woerden.

## Aanloop
Toen de Fransen in juni 1672 de Nederlanden binnenvielen vielen vele Nederlandse steden en vestingen al snel voor het grote Franse leger. De Nederlandse landmacht had in de eerste maanden van de oorlog niet rechtstreeks tegenover haar tegenstander gestaan, behalve tijdens het kleine treffen bij Tolhuis. Halverwege september wilde het Nederlandse opperbevel tot actie overgaan tegen de buitenlandse bezetter.
Johan Maurits van Nassau-Siegen had het plan opgevat om het inmiddels, door Frankrijk, sterk onderbezette Naarden in te nemen. Door de windstilte op de dag van de aanval ging het plan niet door. Toch had het Franse leger lucht gekregen van de voorgenomen aanval en was men begonnen met het versterken van het regiment in Naarden. Inmiddels had het Nederlandse opperbevel een nieuw aanvalsplan bedacht. Met een schijnbeweging van een detachement Nederlandse soldaten liet de Hertog van Luxemburg zich weglokken naar het noorden, naar Naarden. Hierdoor was de weg vrij voor het doelwit van een nieuwe bliksemaanval: Woerden.

## Slag
In het duister van de nacht kwamen de Hollandse soldaten op Woerden af. Willem Adriaan II van Horne naderde de plaats vanuit Goejanverwellesluis. Ten oosten van Woerden, via de Rijndijk, rukte het leger van Frederik van Nassau-Zuylestein op. Terwijl Willem III van Oranje en de graaf van Horne de aanval op Woerden inzetten, zorgde de heer van Nassau-Zuylestein voor het graven van schansen en het maken van palissades om de tegenstander te vertragen.
Ondertussen rukte de hertog van Luxemburg vanuit Naarden op naar Woerden. Zijn tocht werd versperd door de schans van Zuylestein. Hij liet direct een charge uitvoeren op de schans, maar werd teruggeslagen. Ook een tweede aanval werd door de Hollanders teruggeslagen. Frans van Montmorency wist uiteindelijk toch een gat in de defensie te vinden en deze te doorbreken. De Fransen vielen het leger van Zuylestein in de rug aan en er werd zwaar gevochten. De Nederlanders verloren terrein. De aanval op Woerden werd afgebroken.

## Nasleep
Tijdens de slag had Frederik van Nassau-Zuylestein het leven verloren en met hem nog zeshonderd andere Nederlandse soldaten. Door zijn dood kwam diens positie in het opperbevel vrij. Willem III gaf de vrijgekomen positie aan zijn achterneef Georg Frederik van Waldeck-Eisenberg. Vanwege de mogelijke komst van de nieuwe coalitiepartners in de Nederlanden liet Willem III zijn leger in november richting Maastricht marcheren. Niet lang daarna zou hij de stad Charleroi belegeren. Toen de winter dat jaar eenmaal was ingevallen en de Hollandse Waterlinie was bevroren, startte de Hertog van Luxemburg een winteroffensief. Hierbij liet hij de plaatsen Zwammerdam en Bodegraven uitmoorden.